# إيمشجة
إيمشجة (بالفارسية: ایمشجه) هي مستوطنة تقع في قسم ورقه الريفي في إيران. يقدر عدد سكانها بـ 467 نسمة .